# Сучитепекес
Сучитепекес (на испански: Suchitepéquez) е един от 22-та департамента на Гватемала. Столицата на департамента е град Масатенанго. Населението на депертамента е 582 200 жители (по изчисления от юни 2016 г.).

## Общини
Сучитепекес е разделен на 20 общини някои от които са:
1. Патулул
2. Пуебло Нуево
3. Рио Браво
4. Сунилито
5. Сан Мигел
6. Сан Франсиско Сапотитлан
7. Санта Барбара